# Mihály Fülöp
Dans le nom hongrois Fülöp Mihály, le nom de famille précède le prénom, mais cet article utilise l’ordre habituel en français Mihály Fülöp, où le prénom précède le nom.
Mihály Fülöp, né le 10 avril 1936 à Budapest et mort le 26 septembre 2006 dans la même ville, est un fleurettiste hongrois. Il remporte les championnats du monde d'escrime en 1957 à Paris au fleuret individuel.

## Carrière de tireur
Mihály Fülöp commence l'escrime au club de Újpesti Torna Egylet avant de rejoindre Budapest Dózsa puis de terminer sa carrière à Elektromos.
De 1955 à 1962 il est un élément majeur de l'équipe de Hongrie de fleuret. Il participe à deux olympiades, la première en 1956 à Melbourne où il remporte une médaille de bronze par équipe la seconde en 1960 où l'équipe de Hongrie termine à la quatrième place.
Mihály Fülöp connait son plus beau succès en 1957. Il devient champion du monde de fleuret lors des championnats du monde d'escrime qui se disputent à Paris. Il y remporte l'épreuve individuelle et l'épreuve par équipes avec ses équipiers Ferenc Czvikovszky, József Gyuricza, Jenö Kamuti et Endre Tilli
Il met fin à sa carrière de tireur en 1962.

## Carrière de maître d'armes
Mihály Fülöp se lance ensuite dans la carrière de maître d'armes. Il est entraîneur en chef du club d'Újpest Dózsa de 1960 à 1975. En 1966 il prend aussi en charge l'équipe nationale hongroise de pentathlon moderne.
Il entraîne ensuite le la CVMO (Medical University Sports Club) à partir de 1976, va au Koweit prendre en main Al-Qadsia en 1981 avant de revenir à Budapest comme maître d'armes du Budapest Honvéd en 1989

## Palmarès
- Jeux olympiques d'été de 1956
  -  Médaille de bronze au fleuret par équipe
- Championnats du monde d'escrime
  -  Champion du monde au fleuret individuel 1957
  -  Champion du monde au fleuret par équipes 1957
  -  Vice-champion du monde au fleuret par équipes 1955
- Double champion du monde junior en 1955 et 1956
- Championnats de Hongrie d'escrime
  - Cinq fois champion de Hongrie : 1955 et 1957 au fleuret individuel et 1955, 1956 et 1962 au fleuret par équipes.